# آموزش همگانی آناکرتس
آموزش همگانی آناکرتس (انگلیسی: Anacortes School District) با شماره ۱۰۳. نام یک ناحیه آموزشی در شهرستان اسکاگیت، واشینگتن می‌باشد. این بخش شهر اناکورتز، واشینگتن را پوشش می‌دهد.

## مدرسه‌ها

### دبیرستان‌ها
- دبیرستان آناکورتس
- دبیرستان کپ‌سنتا

### راهنمایی‌ها
- راهنمایی آناکورتس